# Thonnance-les-Moulins
Thonnance-les-Moulins est une commune française, située dans le département de la Haute-Marne en région Grand Est.

## Géographie

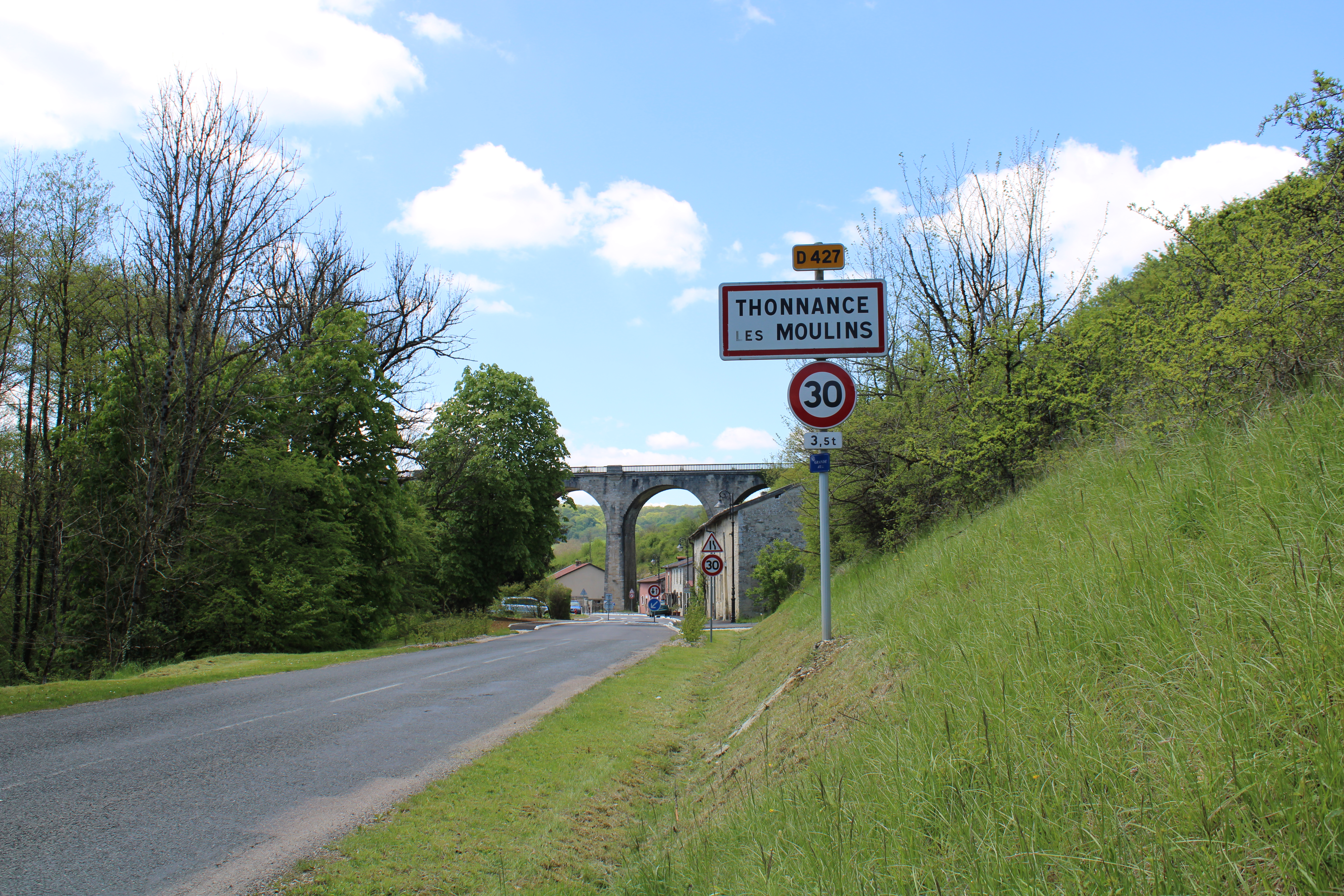
Entrée du village et le viaduc.

| Sailly                   | Échenay               | Lezéville |
| Noncourt-sur-le-Rongeant | Thonnance-les-Moulins | Germay    |
| Annonville               | Épizon                |           |

### Localisation
- Le village est situé à huit kilomètres à l'est de Poissons.

### Anciennes communes et lieux-dits

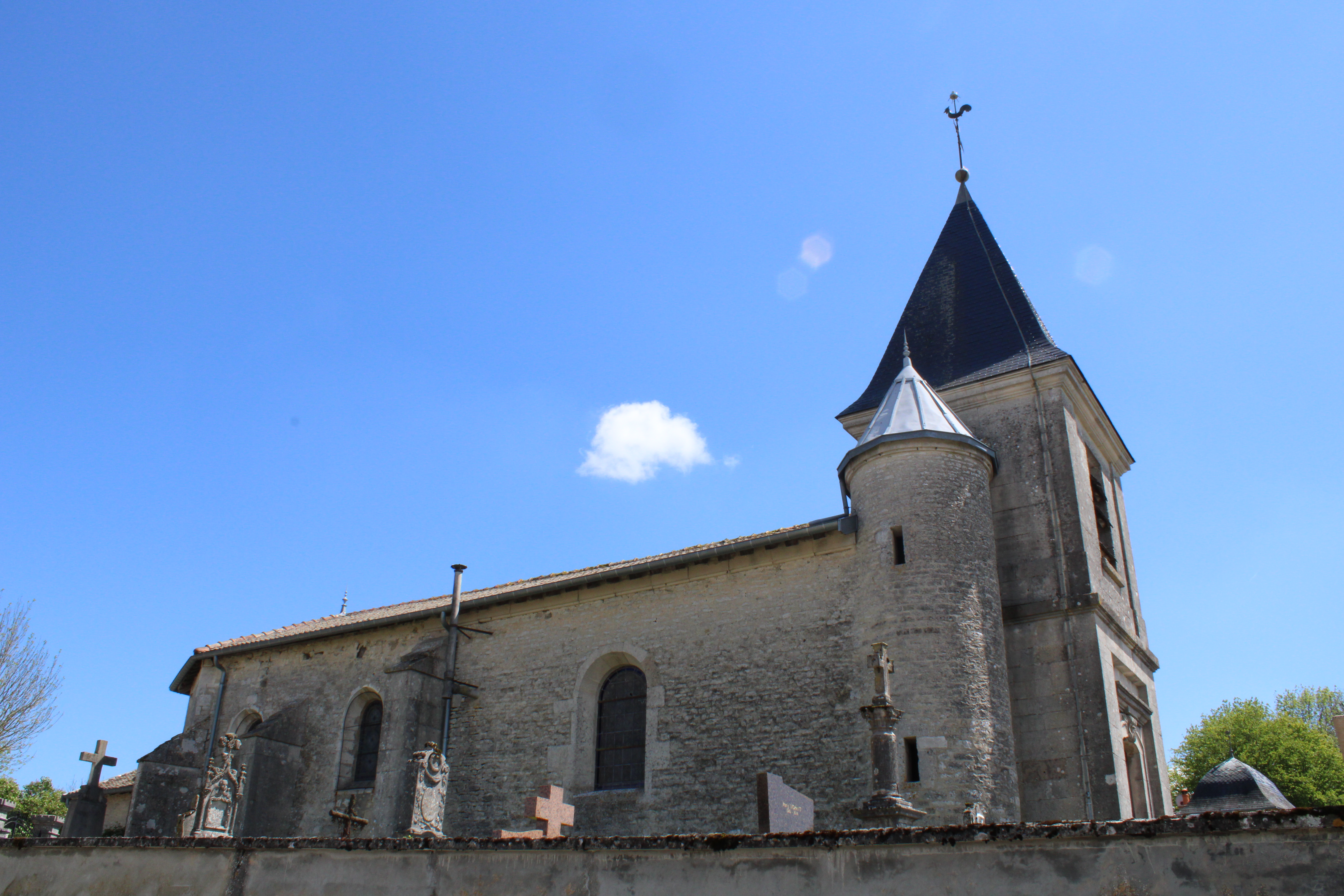
Eglise du hameau de Brouthières.

Bressoncourt, Brouthières et Soulaincourt sont d'anciennes communes qui ont été absorbées en 1973.

### Voies de communication et transports
La localité est traversée par l'ancienne route nationale 427.

### Hydrographie
La commune est dans la région hydrographique « la Seine de sa source au confluent de l'Oise (exclu) » au sein du bassin Seine-Normandie. Elle est drainée par la Saulx, le Rongeant, divers bras de la Saulx, divers bras de la Saur, le canal 01 des Macherelles, le cours d'eau 01 de Révillon, le Fossé 01 du Boutené, le Fossé 01 du Sialant, la Saur, le Rouget et divers autres petits cours d'eau,.
La Saulx, d'une longueur de 115 km, prend sa source dans la commune de Germay et se jette  dans la Marne à Vitry-le-François, après avoir traversé 39 communes.

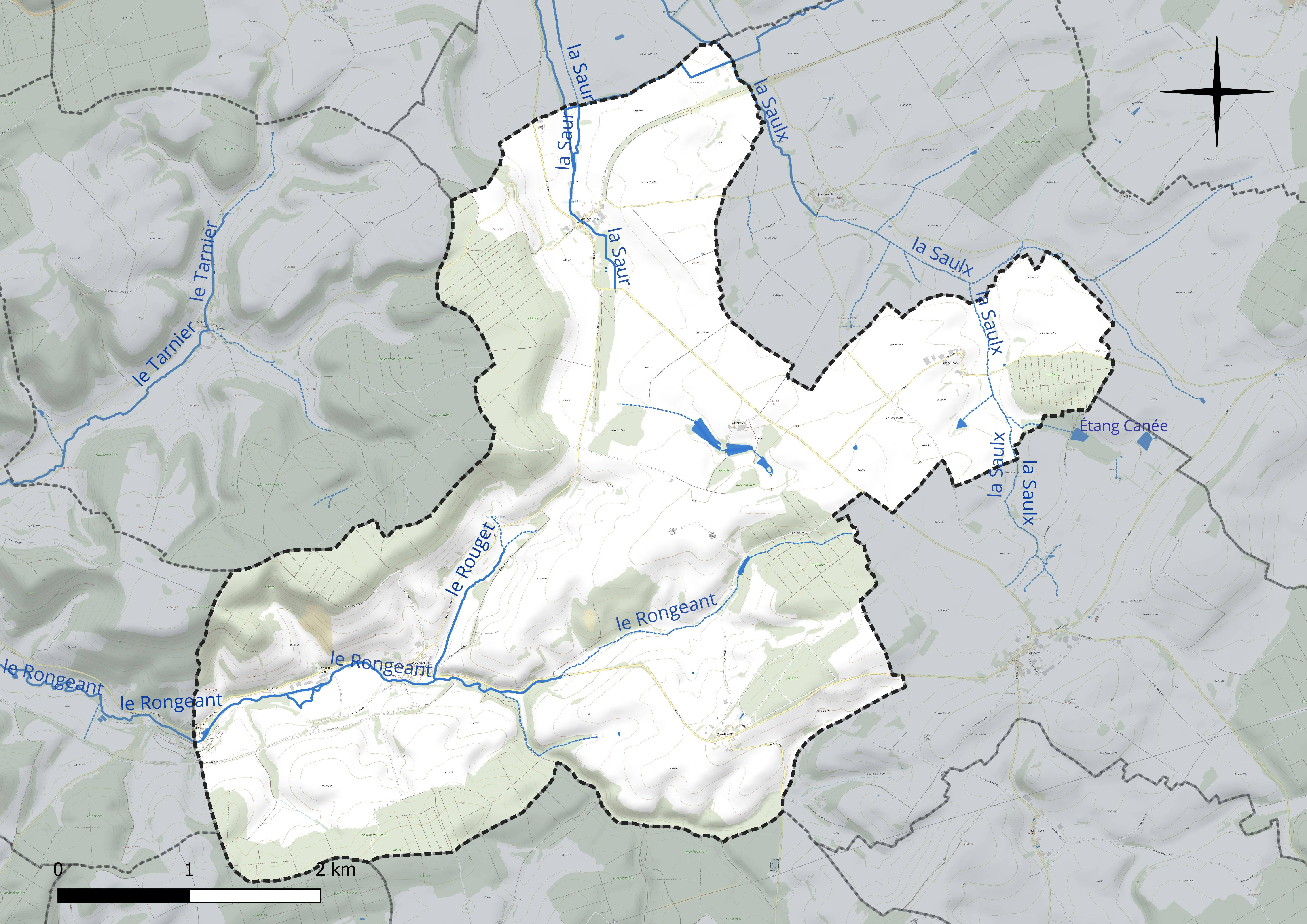
Réseau hydrographique de Thonnance-les-Moulins.

Le Rongeant, d'une longueur de 19 km, prend sa source dans la commune  et se jette  dans la Marne à Thonnance-lès-Joinville, après avoir traversé six communes.

### Climat
Pour des articles plus généraux, voir Climat du Grand Est et Climat de la Haute-Marne.
En 2010, le climat de la commune est de type climat de montagne, selon une étude du Centre national de la recherche scientifique s'appuyant sur une série de données couvrant la période 1971-2000. En 2020, Météo-France publie une typologie des climats de la France métropolitaine dans laquelle la commune est exposée à un climat océanique altéré et est dans la région climatique Lorraine, plateau de Langres, Morvan, caractérisée par un hiver rude (1,5 °C), des vents modérés et des brouillards fréquents en automne et hiver.
Pour la période 1971-2000, la température annuelle moyenne est de 9,8 °C, avec une amplitude thermique annuelle de 16,3 °C. Le cumul annuel moyen de précipitations est de 1 054 mm, avec 13,6 jours de précipitations en janvier et 9,7 jours en juillet. Pour la période 1991-2020, la température moyenne annuelle observée sur la station météorologique de Météo-France la plus proche, « Cirfontaines_sapc », sur la commune de Cirfontaines-en-Ornois à 9 km à vol d'oiseau, est de 10,4 °C et le cumul annuel moyen de précipitations est de 904,1 mm. 
La température maximale relevée sur cette station est de 40 °C, atteinte le 12 août 2003 ; la température minimale est de −19,6 °C, atteinte le 6 février 1963,,.
Les paramètres climatiques de la commune ont été estimés pour le milieu du siècle (2041-2070) selon différents scénarios d'émission de gaz à effet de serre à partir des nouvelles projections climatiques de référence DRIAS-2020. Ils sont consultables sur un site dédié publié par Météo-France en novembre 2022.

## Urbanisme

### Typologie
Au 1er janvier 2024, Thonnance-les-Moulins est catégorisée commune rurale à habitat dispersé, selon la nouvelle grille communale de densité à sept niveaux définie par l'Insee en 2022.
Elle est située hors unité urbaine. Par ailleurs la commune fait partie de l'aire d'attraction de Joinville, dont elle est une commune de la couronne,. Cette aire, qui regroupe 31 communes, est catégorisée dans les aires de moins de 50 000 habitants,.

### Occupation des sols
L'occupation des sols de la commune, telle qu'elle ressort de la base de données européenne d’occupation biophysique des sols Corine Land Cover (CLC), est marquée par l'importance des territoires agricoles (74 % en 2018), une proportion sensiblement équivalente à celle de 1990 (73,6 %). La répartition détaillée en 2018 est la suivante : 
terres arables (48 %), forêts (25 %), prairies (23,5 %), zones agricoles hétérogènes (2,5 %), milieux à végétation arbustive et/ou herbacée (1 %). L'évolution de l’occupation des sols de la commune et de ses infrastructures peut être observée sur les différentes représentations cartographiques du territoire : la carte de Cassini (XVIIIe siècle), la carte d'état-major (1820-1866) et les cartes ou photos aériennes de l'IGN pour la période actuelle (1950 à aujourd'hui).

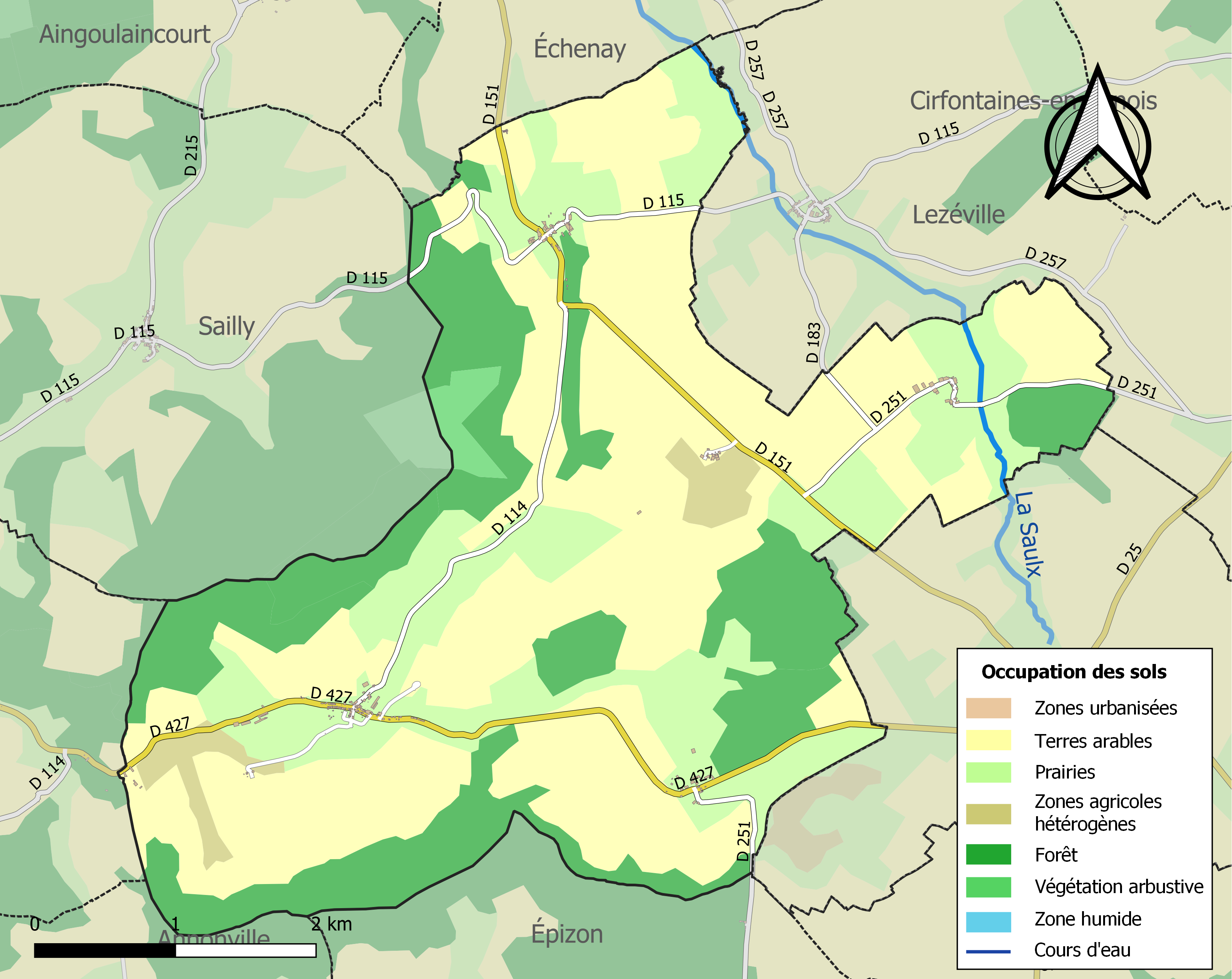
Carte des infrastructures et de l'occupation des sols de la commune en 2018 (CLC).

## Histoire
Autrefois, Thonnance et Soulaincourt ont bénéficié d'une gare sur la ligne de Jessains à Sorcy qui empruntait le viaduc.

## Politique et administration

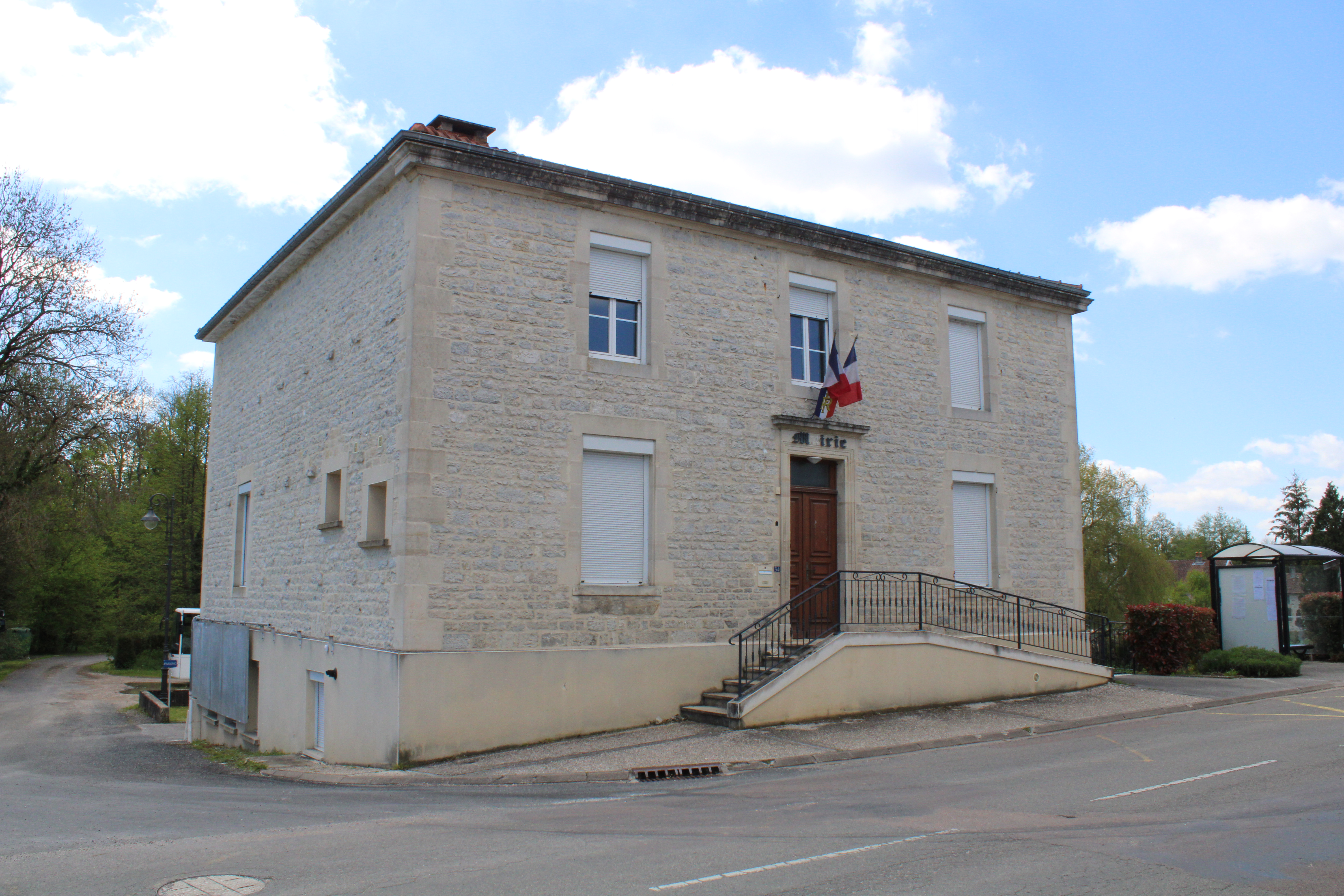
La mairie.

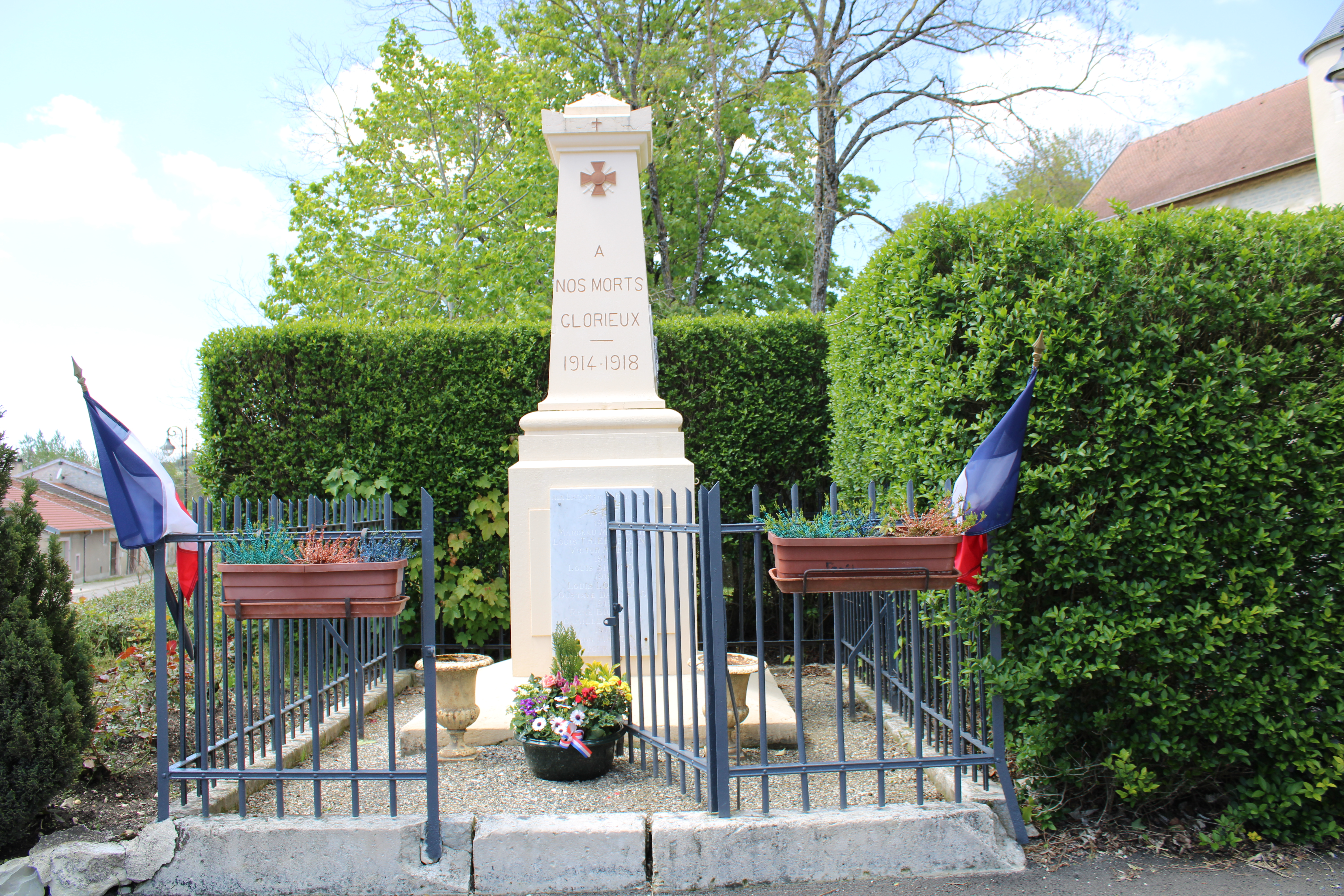
Le monument aux morts.

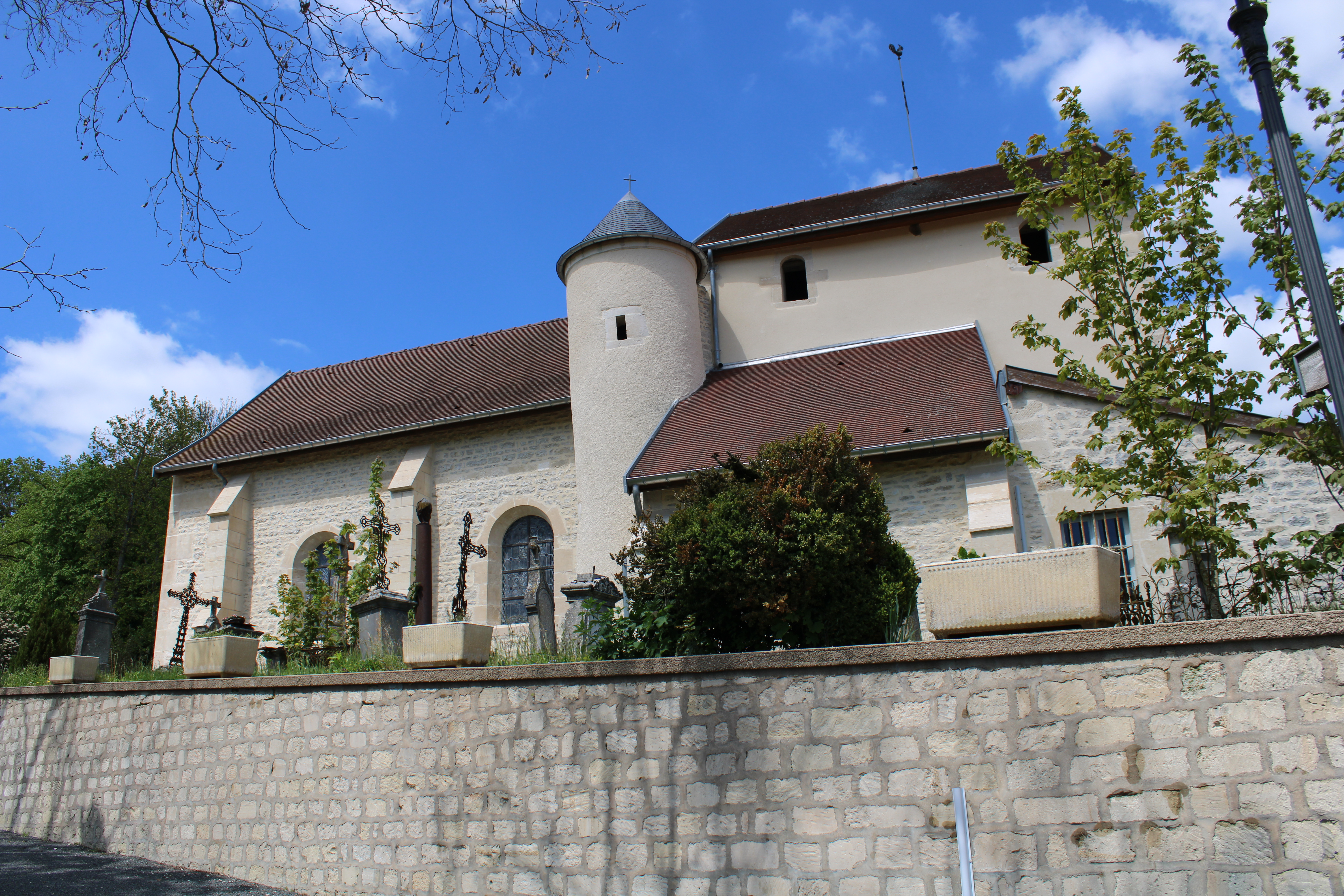
L'église.

### Liste des maires
| Période                                  | Période  | Identité              | Étiquette | Qualité |
| ---------------------------------------- | -------- | --------------------- | --------- | ------- |
| Les données manquantes sont à compléter. |          |                       |           |         |
| 1792                                     | 1798     | Christophe Ancelot    |           |         |
| 1798                                     | 1804     | Dominique Humbert     |           |         |
| 1804                                     | 1810     | François Husson       |           |         |
| 1810                                     | 1816     | Jean-Baptiste Adam    |           |         |
| 1816                                     | 1828     | Jean-Baptiste Diderot |           |         |
| (maire en 1981)                          |          | André Martin          |           |         |
| mars 2001                                | En cours | Lionel Français       |           |         |

## Population et société

### Démographie
L'évolution du nombre d'habitants est connue à travers les recensements de la population effectués dans la commune depuis 1793. Pour les communes de moins de 10 000 habitants, une enquête de recensement portant sur toute la population est réalisée tous les cinq ans, les populations de référence des années intermédiaires étant quant à elles estimées par interpolation ou extrapolation. Pour la commune, le premier recensement exhaustif entrant dans le cadre du nouveau dispositif a été réalisé en 2007.

En 2022, la commune comptait 107 habitants, en évolution de −6,14 % par rapport à 2016 (Haute-Marne : −4,62 %, France hors Mayotte : +2,11 %).
| 1793 | 1800 | 1806 | 1821 | 1831 | 1836 | 1841 | 1846 | 1851 |
| ---- | ---- | ---- | ---- | ---- | ---- | ---- | ---- | ---- |
| 214  | 244  | 270  | 284  | 369  | 382  | 360  | 378  | 369  |

| 1856 | 1861 | 1866 | 1872 | 1876 | 1881 | 1886 | 1891 | 1896 |
| ---- | ---- | ---- | ---- | ---- | ---- | ---- | ---- | ---- |
| 320  | 350  | 304  | 282  | 284  | 277  | 273  | 380  | 246  |

| 1901 | 1906 | 1911 | 1921 | 1926 | 1931 | 1936 | 1946 | 1954 |
| ---- | ---- | ---- | ---- | ---- | ---- | ---- | ---- | ---- |
| 195  | 207  | 180  | 155  | 179  | 158  | 137  | 110  | 119  |

| 1962 | 1968 | 1975 | 1982 | 1990 | 1999 | 2006 | 2007 | 2012 |
| ---- | ---- | ---- | ---- | ---- | ---- | ---- | ---- | ---- |
| 103  | 79   | 165  | 142  | 114  | 107  | 119  | 121  | 116  |

| 2017 | 2022 | - | - | - | - | - | - | - |
| ---- | ---- | - | - | - | - | - | - | - |
| 114  | 107  | - | - | - | - | - | - | - |

## Culture locale et patrimoine

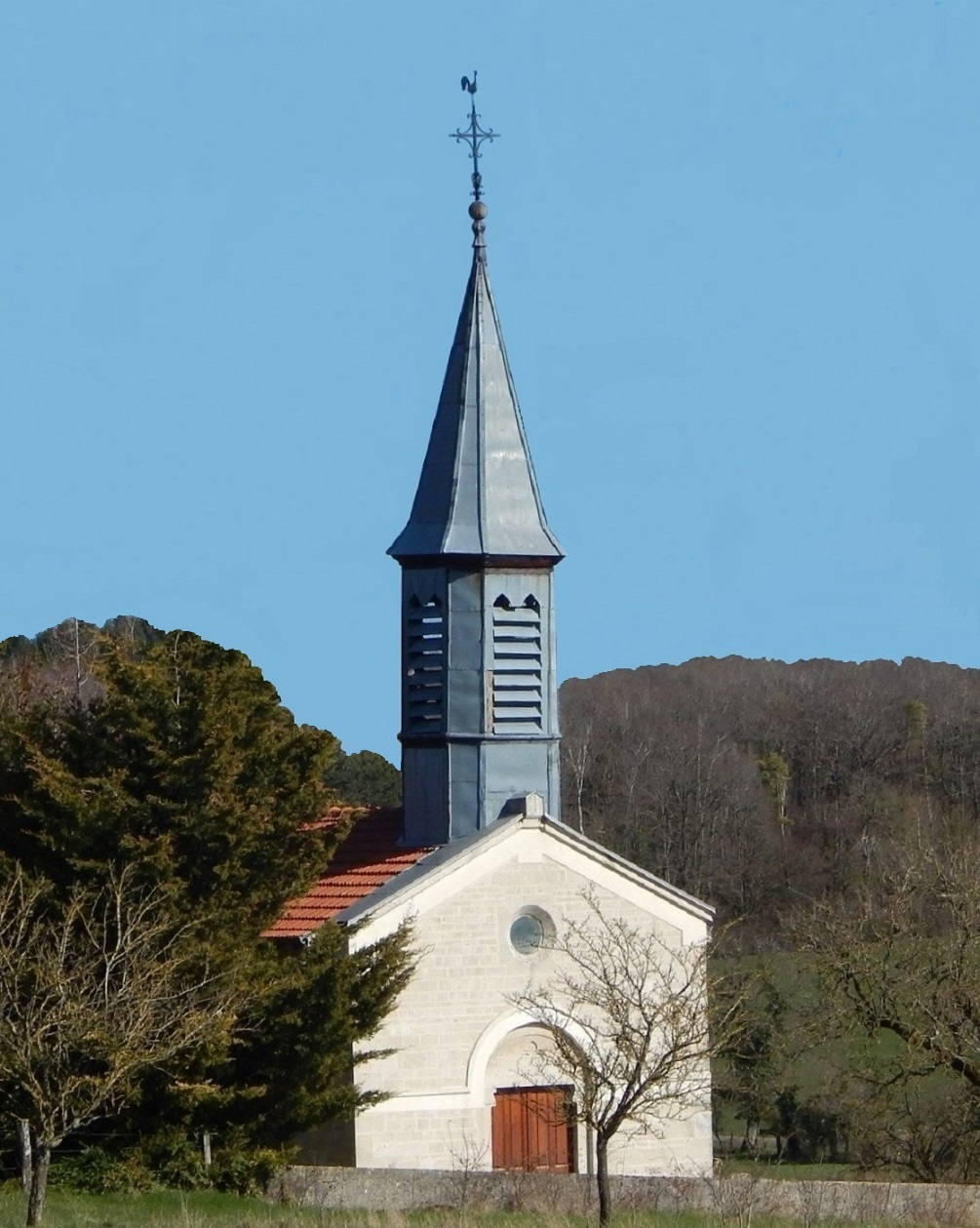
L'église de Bressoncourt

### Lieux et monuments
- Église Saint-Èvre de Thonnance-les-Moulins, classée aux Monuments historiques en 1965.
- Église Saint-Jean-Baptiste, à Broutières, du XIXe siècle.
- Église Saint-Anne, à Soulaincourt.
- Église Saint-Colombe, à Bressoncourt. Le chœur date du début du XIIIe siècle et la nef du XIXe siècle.
- Château de Brouthières, inscrit à l'inventaire des monuments historiques en 1988.
- Lavoir couvert à Brouthières (n'est plus alimenté).